# Ocydromus callosus subconnexus
Ocydromus callosus subconnexus é uma subespécie de insetos coleópteros pertencente à família Carabidae.
A autoridade científica da subespécie é De Monte, tendo sido descrita no ano de 1953.
Trata-se de uma subespécie presente no território português.